# Centre International de Rencontres Mathématiques

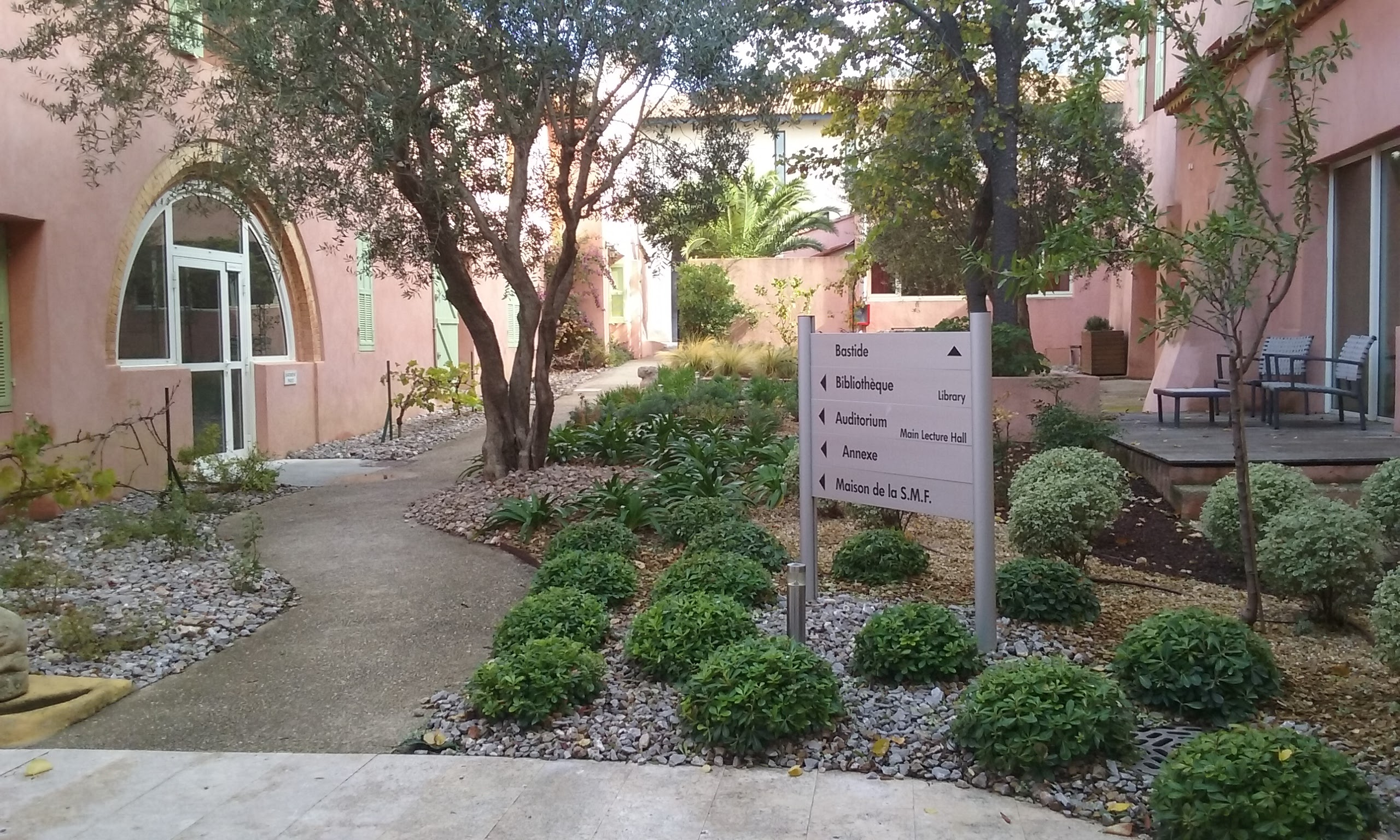
Eingangsbereich des Hauptgebäudes am CIRM in Luminy, Marseille, Frankreich.

Das Centre International de Rencontres Mathématiques (CIRM) ist ein mathematisches Forschungsinstitut, das sich in Luminy am Stadtrand von Marseille in Frankreich befindet und mit der Universität Aix-Marseille verbunden ist. Träger sind das Centre national de la recherche scientifique (CNRS) und die Société Mathématique de France (SMF). Am CIRM finden wöchentlich Tagungen mit ca. 70 Personen zu verschiedenen mathematischen Teilgebieten statt.
Schon 1954 wurde in einem Bericht des CNRS über einen möglichen Ort für ein mathematisches Forschungsinstitut diskutiert. Das Gelände gehörte zuvor der Reederei Fabre und wurde 1979 der SMF übergeben. Das Institut wurde 1981 eröffnet und die ersten Tagungen fanden 1982 statt.